# Hypercalcémie
 Mise en garde médicale
L'hypercalcémie est un état caractérisé par l'augmentation anormale du taux de calcium dans le plasma, indépendamment des autres constantes biologiques, notamment lorsque le taux de calcium dépasse 2,6 mmol/l de plasma avec un taux de protidémie et d'albuminémie normal.
Certains poisons sont des « hypercalcémiants ». Ils ont été notamment utilisés comme rodenticides (raticides, souricides, aujourd'hui remplacés par des anticoagulants (qui sont un peu moins dangereux car on leur connaît un antidote, la Vitamine K)

## Causes
Les deux premières causes sont l'hyperparathyroïdie et les cancers, comptant pour les deux tiers des hypercalcémies vues aux urgences.
La parathormone est une hormone importante de la régulation du taux de calcium sanguin (calcémie). Si cette hormone est augmentée, la calcémie aussi mais en cas d'hypercalcémie, la sécrétion de cette hormone est diminuée, sauf dans le cas des hyperparathyroïdies (primaire et tertiaire), ainsi que lors d'une hypercalcémie hypocalciurique familiale ou lors d'une prise de lithium.
D'autres hypercalcémies correspondent à un taux de parathormone basse ou normale. Le mécanisme en est alors différent : remaniement osseux (comme au cours d'une hypercalcémie paranéoplasique, immobilisation prolongée) ou destruction osseuse (métastases osseuses, myélome multiple, maladie de Paget). L'hypercalcémie néoplasique peut avoir plusieurs mécanismes : lyse osseuse, sécrétion d'une molécule à activité proche de celle de la parathormone, production tumorale de calcitriol, forme active de la vitamine D, sécrétion d'OAF (Osteoclast activating factor) dans le cadre d'un myélome multiple notamment. On retrouve également des hypercalcémies à PTH normale ou basse (donc adaptée à l'hypercalcémie) dans le cadre des granulomatoses (sarcoïdose, tuberculose, histoplasmose, maladie de Wegener) liées à un excès de production endogène de calcitriol. En effet, il existe une production accrue de 1 alpha hydroxylase au sein des granulomes et donc une production accrue de calcitriol.
Elle peut se voir plus rarement en cas de surdosage en vitamine D ou A et comme effet secondaire de la prise de certains médicaments : diurétiques thiazidiques, digitaliques, supplémentation calcique, gliflozines, œstrogène et Tamoxifène. L'hyperthyroïdie peut également être responsable d'une hypercalcémie, ainsi que le syndrome « milk-alkali ».

### Symptômes
L'hypercalcémie se manifeste par de la fatigue, une anorexie, de la nausée voire des vomissements, des céphalées ainsi que des signes neurologiques comme une confusion, des hallucinations, etc. Les manifestations musculaires comportent des fasciculations, une faiblesse musculaire, des manifestations osseuses peuvent apparaître. Il peut exister une constipation, une déshydratation. L’hypercalcémie peut aussi être accompagnée d'hypertension artérielle par élévation des résistances artérielles périphériques.
Une hypercalcémie chronique, ou d'installation lente, peut être bien tolérée.

### Examens complémentaires
L'électrocardiogramme peut montrer des troubles de la repolarisation avec raccourcissement de l'espace QT, une tachycardie, ondes T plates, des troubles de conduction intracardiaque (allongement de l'espace PR) et  des troubles du rythme cardiaque (Tachycardie ventriculaire, exceptionnelle). On résume souvent ces signes grâce au moyen mnémotechnique suivant : « Ta raquette aplati perd son rythme ».
La première étape diagnostique dans l'investigation d'une hypercalcémie repose sur la recherche d'une fausse hypercalcémie, soit par calcul de la calcémie corrigée, (Ca corrigé = Ca mesuré + 0,025 (40 - Albumine sérique (g/l)), soit par mesure de la calcémie ionisée.
La mesure du taux de parathormone dans le sang permet d'orienter vers une cause.
Un taux bas de calcium dans les urines (exprimé par 24 h) avec un taux de parathormone normal ou élevée est évocateur d'une hypocalciurie familiale, maladie rare et héréditaire (transmission autosomique dominante).
Au cours d'une hypercalcémie aiguë, on observe une fuite urinaire de sodium et d'eau constituant une déshydratation extracellulaire d'origine rénale qui comporte quelques particularités biologiques (rapport U/C > 100 avec U/P urée < 10, U/P créatinine < 30 contrairement aux déshydratations extracellulaires d'origine extrarénales).

## Complications
Il peut exister une chondrocalcinose avec douleurs aiguës articulaires, ainsi que des lithiases calciques se manifestant au niveau rénal, par de violentes douleurs du flanc (coliques néphrétiques).
Parmi les complications rénales, on note également la néphrocalcinose, responsable d'insuffisance rénale chronique par atteinte interstitielle.
On peut par ailleurs retrouver une atteinte pancréatique à type de pancréatite aiguë.

## Traitement
L'un des aspects est le traitement de la cause lorsqu'elle est retrouvée.
En cas d'hypercalcémie sévère, une réhydratation est nécessaire par sérum salé, ce qui permet une dilution du calcium mais également favorise son excrétion rénale en favorisant la diurèse, avec une diminution de sa réabsorption par le tubule. La mise sous diurétiques, comme le furosémide, permet, par un mécanisme comparable, la baisse de la calcémie, avec, cependant, de nombreux effets indésirables au niveau ionique.
Le traitement par biphosphonates inhibe la résorption osseuse et diminue par ce biais la calcémie. Le mécanisme d'action fait cependant que son action est retardée et qu'il ne s'agit donc pas du traitement de choix dans les hypercalcémies majeures avec risque vital immédiat.
La calcitonine diminue également la résorption osseuse, mais a, de plus, une action rénale en favorisant l'excrétion urinaire de calcium. Le délai d'action est par conséquent beaucoup plus court.
Au cours des granulomatoses, le traitement peut faire appel à la corticothérapie.
Le cinacalcet active les récepteurs de la parathyroïde sensibles au Ca2+, inhibe la sécrétion de parathormone et augmente l'excrétion urinaire de calcium.
Le denosumab est un inhibiteur de l'activité des ostéoclastes permettant de traiter les hypercalcémies d'origine cancéreuse.
Dans les formes sévères, toute technique d'épuration extrarénale (comme la dialyse, l'hémofiltration) permet de normaliser très rapidement le taux de calcium sanguin.